# Уотсон, Дэвид (футболист, 2005)
Дэ́вид Ше́нкленд Уо́тсон (англ. David Shankland Watson; род. 12 февраля 2005, Прествик, Саут-Эршир) — шотландский футболист, атакующий полузащитник клуба «Килмарнок».

## Клубная карьера
Уотсон — воспитанник клубов «Каледониан» и «Килмарнок». 4 сентября 2021 года в поединке шотландского кубка вызова против «Фалкирка» Дэвид дебютировал за основной состав последних. В 2023 году в матче против «Рейнджерс» он дебютировал в шотландской Премьер-лиге. 7 октября в поединке против «Селтика» Дэвид забил свой первый гол за «Килмарнок».